# Гёбель, Сельма
Сельма Гёбель (швед. Selma Giöbel, полное имя Selma Levina Giöbel; 10 июля 1843[…], Hammar, Эребру — 4 апреля 1925, Nässja) — шведская художница по текстилю.
Первоначально  была скульптором, но позже переключилась на роспись по текстилю, а также создавала узоры для обоев и ковров. Одна из основательниц созданного в 1885 году женского сообщества Nya Idun.

## Биография

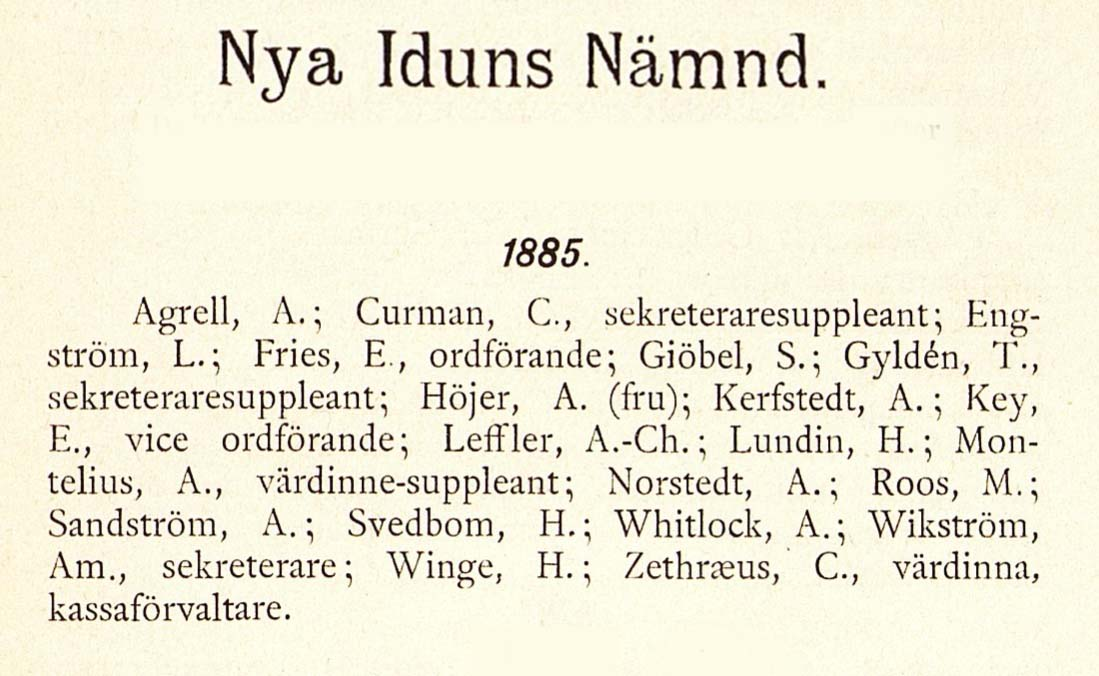
Основатели New Idun

Родилась 10 июля 1843 года в лене Эребрув семье Карла Фредрика Гёбеля ( Carl Fredrik Giöbel) и Ловисы Янссон (Lovisa Jansson).
Сельма получила художественное образование в 1870-х годах в стокгольмской художественной школе Konstfack, где изучала резьбу по дереву. После этого работала гравером, швеёй и художницей по текстилю. Затем продолжила образование в лондонской школе South Kensington School of Art, а также во Франции, Германии, Швейцарии и Италии.
В 1885 году вместе с Бертой Хюбнер (Berta Hübner) она открыла магазин по продаже изделий из дерева под названием «Шведская художественная выставка», где представлялись и продавались шведские изделия художественных ремесел: картины, деревянные скульптуры, кованые изделия из металла, вышивки, украшения, народные костюмы и другие произведения. Этот магазин в народе назывался «Giöbels», с годами он расширялся и переезжал в разные места Стокгольма. В нём появился отдел антиквариата и выставочный зал, управлял магазином брат Сельмы — Карл (Carl Albert Giöbel).
В 1874 году она стала участницей ассоциации Друзей рукоделия (Handarbetets vänner) и до 1885 года заседала в её совете, а также работала преподавателем. Была представителем ассоциации на Всемирной выставке в Париже в 1878 году, где получила серебряную медаль. Сельма Гёбель приняла также участие в ряде других выставок в Швеции и за рубежом. На Всемирной Колумбийской выставке в Чикаго в 1893 году, она представляла Швецию как самозанятая женщина, а также как представитель Шведского женского комитета, который находился под патронажем королевы Софии. Образцы её текстильного искусства были выставлены на Стокгольмской выставке в 1897 году (Allmänna konst- och industriutställningen). В 1885—1895 годах Сельма возглавляла Совет ассоциации New Idun; после отставки её сменила Анна Биллинг.
Сельма Гёбель покинула Швецию в 1898 году и обосновалась в Италии. Здесь она продолжала создавать гобелены и добилась больших успехов, создавая красивые текстильные узоры. В числе её клиентов была немецкая промышленная семья Крупп. Берта Хюбнер продолжала работать в Стокгольме в «Шведской художественной выставке». За границей Гёбель находилась по 1907 год.  Вернувшись в Швецию в 1907 году, поселилась в Вадстене, где открыла ткацкую школу и текстильную студию; здесь были выполнены многие из её самых значительных работ. В 1908 году вместе с коллегой М. Алвин начала заниматься вышивкой и работой с кружевами. На художественной выставке в 1909 году Гёбель выставила гобелен «Vadstena klosterträdgård» и ковер «Vätterns is» —  последний был куплен известным писателем Карлом Густавом Хейденстамом.
Умерла 4 апреля 1925 года в Вадстене. Её племянницей была также художница Эльза Гёбель-Ойлер.
Работы Сельмы Гёбель представлены в Национальном музее Швеции в Стокгольме. Она была удостоена в 1898 год награды Иллис Кворум.